# Томмазо Ауджелло
Томмазо Ауджелло (італ. Tommaso Augello, нар. 30 серпня 1994, Мілан) — італійський футболіст, лівий захисник клубу «Палермо».

## Ігрова кар'єра
Народився 30 серпня 1994 року в Мілані. Вихованець футбольної команди «Чям'яно».
У дорослому футболі дебютував 2011 року виступами за команду «Понте Сан П'єтро-Ізола», в якій провів три сезони, взявши участь у 92 матчах Серії D.
Згодом у 2014–2017 роках виступав на рівні Лега Про за команду «Джана Ерміньйо», після чого протягом двох сезонів захищав кольори друголігової «Спеції».
9 липня 2019 року на правах оренди з обов'язковим подальшим викупом перейшов до «Сампдорії», представника Серії A, в якій став основним лівим захиснком вже по ходу сезону 2020/21. Загалом провів у цій команді чотири сезони, взявши участь у 134 іграх різних турнірів.
18 липня 2023 року приєднався до «Кальярі», з яким уклав дворічний контракт.
8 липня 2025 року перейшов у клуб Серії B «Палермо».

## Статистика виступів

### Статистика клубних виступів
Станом на 22 грудня 2021
| Сезон                              | Команда                            | Чемпіонат                          | Чемпіонат | Чемпіонат | Національний кубок | Національний кубок | Національний кубок | Континентальні кубки | Континентальні кубки | Континентальні кубки | Інші змагання | Інші змагання | Інші змагання | Усього | Усього |
| Сезон                              | Команда                            | Ліга                               | Ігор      | Голів     | Ліга               | Ігор               | Голів              | Ліга                 | Ігор                 | Голів                | Ліга          | Ігор          | Голів         | Ігор   | Голів  |
| ---------------------------------- | ---------------------------------- | ---------------------------------- | --------- | --------- | ------------------ | ------------------ | ------------------ | -------------------- | -------------------- | -------------------- | ------------- | ------------- | ------------- | ------ | ------ |
| 2011–12                            | «Понте Сан П'єтро-Ізола»           | D                                  | 23        | 0         | КІ+КІ-D            | 2+2                | 0                  | -                    | -                    | -                    | -             | -             | -             | 27     | 0      |
| 2012–13                            | «Понте Сан П'єтро-Ізола»           | D                                  | 35        | 3         | КІ+КІ-D            | 2+1                | 0                  | -                    | -                    | -                    | -             | -             | -             | 38     | 3      |
| 2013–14                            | «Понте Сан П'єтро-Ізола»           | D                                  | 34+1      | 0         | КІ-D               | 7                  | 0                  | -                    | -                    | -                    | -             | -             | -             | 42     | 0      |
| Усього за «Понте Сан П'єтро-Ізола» | Усього за «Понте Сан П'єтро-Ізола» | Усього за «Понте Сан П'єтро-Ізола» | 92+1      | 3         |                    | 14                 | 0                  |                      | -                    | -                    |               | -             | -             | 107    | 3      |
| 2014–15                            | «Джана Ерміньйо»                   | ЛП                                 | 35        | 0         | КІ-ЛП              | 2                  | 0                  | -                    | -                    | -                    | -             | -             | -             | 37     | 0      |
| 2015–16                            | «Джана Ерміньйо»                   | ЛП                                 | 33        | 1         | КІ-ЛП              | 3                  | 0                  | -                    | -                    | -                    | -             | -             | -             | 36     | 1      |
| 2016–17                            | «Джана Ерміньйо»                   | ЛП                                 | 38+3      | 0         | КІ-ЛП              | 5                  | 0                  | -                    | -                    | -                    | -             | -             | -             | 46     | 0      |
| Усього за «Джана Ерміньйо»         | Усього за «Джана Ерміньйо»         | Усього за «Джана Ерміньйо»         | 106+3     | 1         |                    | 10                 | 0                  |                      | -                    | -                    |               | -             | -             | 119    | 1      |
| 2017–18                            | «Спеція»                           | B                                  | 14        | 0         | КІ                 | 1                  | 0                  | -                    | -                    | -                    | -             | -             | -             | 15     | 0      |
| 2018–19                            | «Спеція»                           | B                                  | 31+1      | 1         | КІ                 | 2                  | 0                  | -                    | -                    | -                    | -             | -             | -             | 34     | 1      |
| Усього за «Спецію»                 | Усього за «Спецію»                 | Усього за «Спецію»                 | 45+1      | 1         |                    | 3                  | 0                  |                      | -                    | -                    |               | -             | -             | 49     | 1      |
| 2019–20                            | «Сампдорія»                        | A                                  | 17        | 0         | КІ                 | 1                  | 0                  | -                    | -                    | -                    | -             | -             | -             | 18     | 0      |
| 2020–21                            | «Сампдорія»                        | A                                  | 37        | 1         | КІ                 | 1                  | 0                  | -                    | -                    | -                    | -             | -             | -             | 38     | 1      |
| 2021–22                            | «Сампдорія»                        | A                                  | 36        | 1         | КІ                 | 2                  | 0                  | -                    | -                    | -                    | -             | -             | -             | 38     | 1      |
| 2022–23                            | «Сампдорія»                        | A                                  | 37        | 2         | КІ                 | 3                  | 0                  | -                    | -                    | -                    | -             | -             | -             | 40     | 2      |
| Усього за «Сампдорію»              | Усього за «Сампдорію»              | Усього за «Сампдорію»              | 127       | 4         |                    | 7                  | 0                  |                      | -                    | -                    |               | -             | -             | 134    | 4      |
| 2023–24                            | «Кальярі»                          | A                                  | 2         | 0         | КІ                 | 0                  | 0                  | -                    | -                    | -                    | -             | -             | -             | 0      | 0      |
| Усього за кар'єру                  | Усього за кар'єру                  | Усього за кар'єру                  | 366       | 9         |                    | 34                 | 0                  |                      | -                    | -                    |               | -             | -             | 399    | 9      |